# 夜空のモーメント
「夜空のモーメント」（Leave a Tender Moment Alone）は、ビリー・ジョエルの曲。1983年に発売されたスタジオ・アルバム『イノセント・マン』に収録され、同アルバムから5枚目となるシングル。
この曲は、米国のBillboard Hot 100チャートで 27 位に達し、アダルト コンテンポラリーチャートで 2 週間にわたって1位を獲得した。
一方でアルバム『イノセント・マン』からのシングルは、本作を含め6枚がシングルカットされたが、この曲はチャートで27位まで上昇したものの、唯一トップ20を逃した。
日本でもアルバムからの後発シングルとしてリリースされ、2021年に日本で発売された、『ビリー・ジョエル・ジャパニーズ・シングル・コレクション -グレイテスト・ヒッツ-』にも収録されている。
ミュージックビデオが制作されていない為、上記のアルバムに付属のDVDには、ライヴ映像が収録されている。
ハーモニカのトゥーツ・シールマンスとパーカッションのラルフ・マクドナルドがゲスト参加した。

## 評論
キャッシュボックスは、この曲を「ベテランのソングスターの肩の力を抜いた発声によって強調された、優しいカントリー調の楽曲」と評した。 